# جويس كوري
جويس كوري (1933 - ) (بالإنجليزية: Joyce Currie)‏ هي لاعبة كريكت نيوزلندية. شاركت مع منتخب نيوزيلندا الوطني للكريكت.

## وصلات خارجية
- جويس كوري على موقع إي آس بي آن كريك إنفو (الإنجليزية)